# Massiac
Pour les articles homonymes, voir Massiac (homonymie).
Massiac est une commune française située dans le département du Cantal et la région Auvergne-Rhône-Alpes. Ses habitants s'appellent les Massiacois.
La commune a reçu le label Village étape en 2001.

## Géographie

### Localisation
Le village est situé au centre d’une vallée formant une petite Limagne et au confluent de trois rivières : l’Alagnon, l’Alagnonnette (dite aussi l’Igoune) et l’Arcueil. À l’ouest commencent les monts du Cézallier, à l’est ceux de la Margeride. Au nord, deux éperons basaltiques ferment la vallée. Cette situation a valu à la ville le surnom de « Porte fleurie du Cantal ».
| Auriac-l'Église | Blesle Grenier-Montgon (Haute-Loire) |                        |
| Molompize       | Massiac                              | Lubilhac (Haute-Loire) |
| Bonnac          | Saint-Poncy                          | La Chapelle-Laurent    |

### Climat
Pour des articles plus généraux, voir Climat d'Auvergne-Rhône-Alpes et Climat du Cantal.
En 2010, le climat de la commune est de type climat des marges montargnardes, selon une étude du CNRS s'appuyant sur une série de données couvrant la période 1971-2000. En 2020, Météo-France publie une typologie des climats de la France métropolitaine dans laquelle la commune est exposée à un climat de montagne ou de marges de montagne et est dans la région climatique Nord-est du Massif Central, caractérisée par une pluviométrie annuelle de 800 à 1 200 mm, bien répartie dans l’année.
Pour la période 1971-2000, la température annuelle moyenne est de 9,9 °C, avec une amplitude thermique annuelle de 15,8 °C. Le cumul annuel moyen de précipitations est de 717 mm, avec 8,7 jours de précipitations en janvier et 6,2 jours en juillet. Pour la période 1991-2020, la température moyenne annuelle observée sur la station météorologique installée sur la commune est de 11,1 °C et le cumul annuel moyen de précipitations est de 633,4 mm,. Pour l'avenir, les paramètres climatiques de la commune estimés pour 2050 selon différents scénarios d'émission de gaz à effet de serre sont consultables sur un site dédié publié par Météo-France en novembre 2022.
| Mois                                  | jan.             | fév.             | mars          | avril         | mai             | juin            | jui.          | août            | sep.            | oct.          | nov.          | déc.             | année      |
| ------------------------------------- | ---------------- | ---------------- | ------------- | ------------- | --------------- | --------------- | ------------- | --------------- | --------------- | ------------- | ------------- | ---------------- | ---------- |
| Température minimale moyenne (°C)     | −0,7             | −1,1             | 1,1           | 3,3           | 7               | 10,6            | 12,3          | 12              | 8,9             | 6,4           | 2,4           | 0                | 5,2        |
| Température moyenne (°C)              | 3,7              | 4                | 7,1           | 9,7           | 13,5            | 17,4            | 19,6          | 19,5            | 15,5            | 11,9          | 7,1           | 4,3              | 11,1       |
| Température maximale moyenne (°C)     | 8                | 9,2              | 13,1          | 16,1          | 20              | 24,2            | 26,9          | 26,9            | 22,2            | 17,4          | 11,7          | 8,6              | 17         |
| Record de froid (°C) date du record   | −23,5 09.01.1985 | −29,3 14.02.1929 | −19 01.03.05  | −8,7 08.04.21 | −6,2 01.05.1962 | −2,1 02.06.1962 | 0 07.07.1962  | −0,5 27.08.1966 | −3,9 27.09.1972 | −8 26.10.03   | −13 18.11.07  | −19,8 26.12.1962 | −29,3 1929 |
| Record de chaleur (°C) date du record | 21 30.01.02      | 28 12.02.1903    | 28 18.03.1906 | 32 15.04.1934 | 36 31.05.1907   | 40,9 27.06.19   | 39,8 23.07.19 | 40,2 23.08.23   | 37,2 04.09.23   | 32,5 08.10.23 | 29 15.11.1897 | 20,9 31.12.21    | 40,9 2019  |
| Précipitations (mm)                   | 36               | 30,1             | 31,1          | 56,9          | 73,1            | 64,7            | 54,5          | 63              | 63,4            | 63,6          | 56,7          | 40,3             | 633,4      |

## Urbanisme

### Typologie
Au 1er janvier 2024, Massiac est catégorisée bourg rural, selon la nouvelle grille communale de densité à 7 niveaux définie par l'Insee en 2022.
Elle est située hors unité urbaine et hors attraction des villes,.

### Lieux-dits, hameaux et écarts

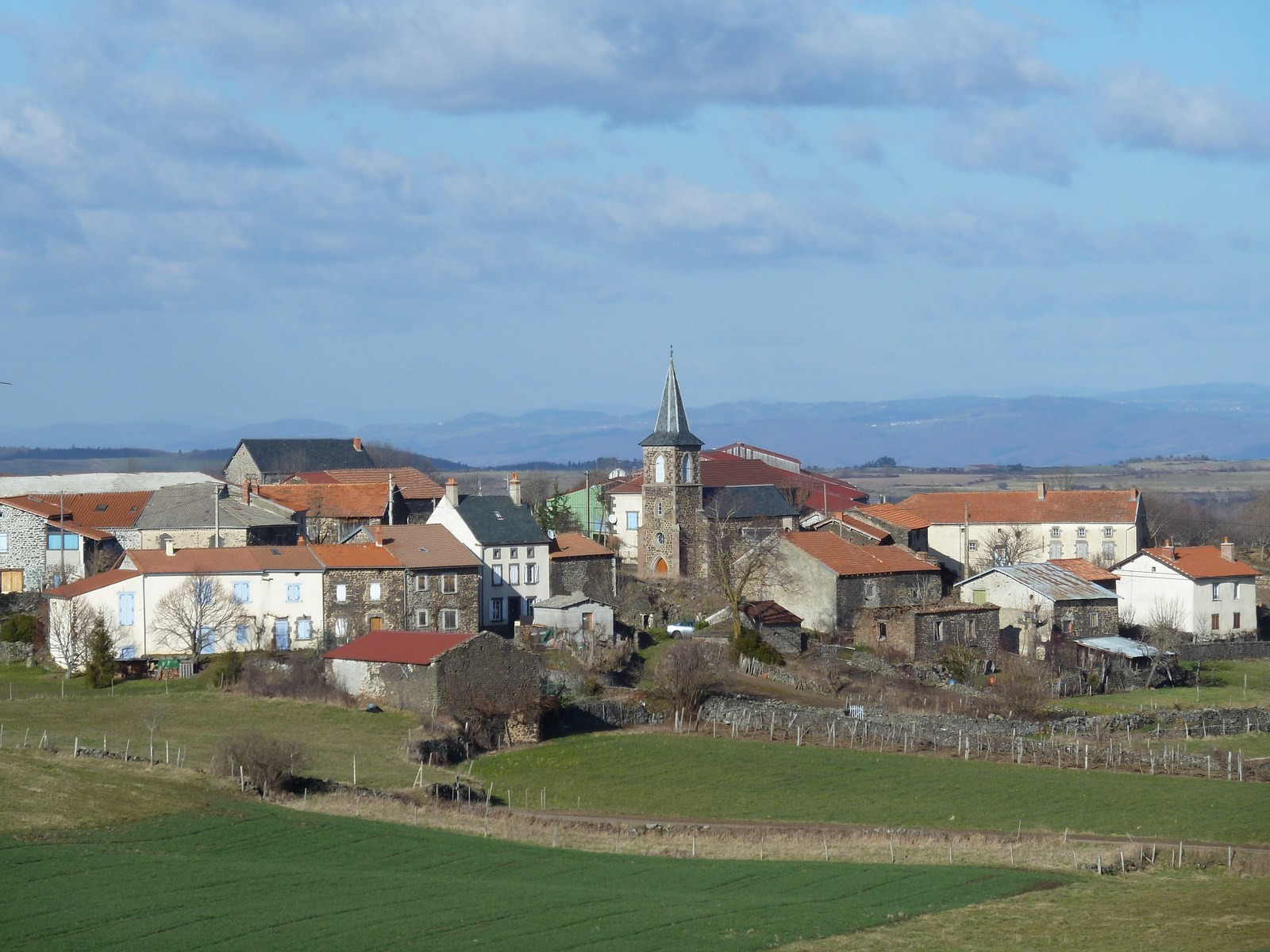
Village de Bussac.

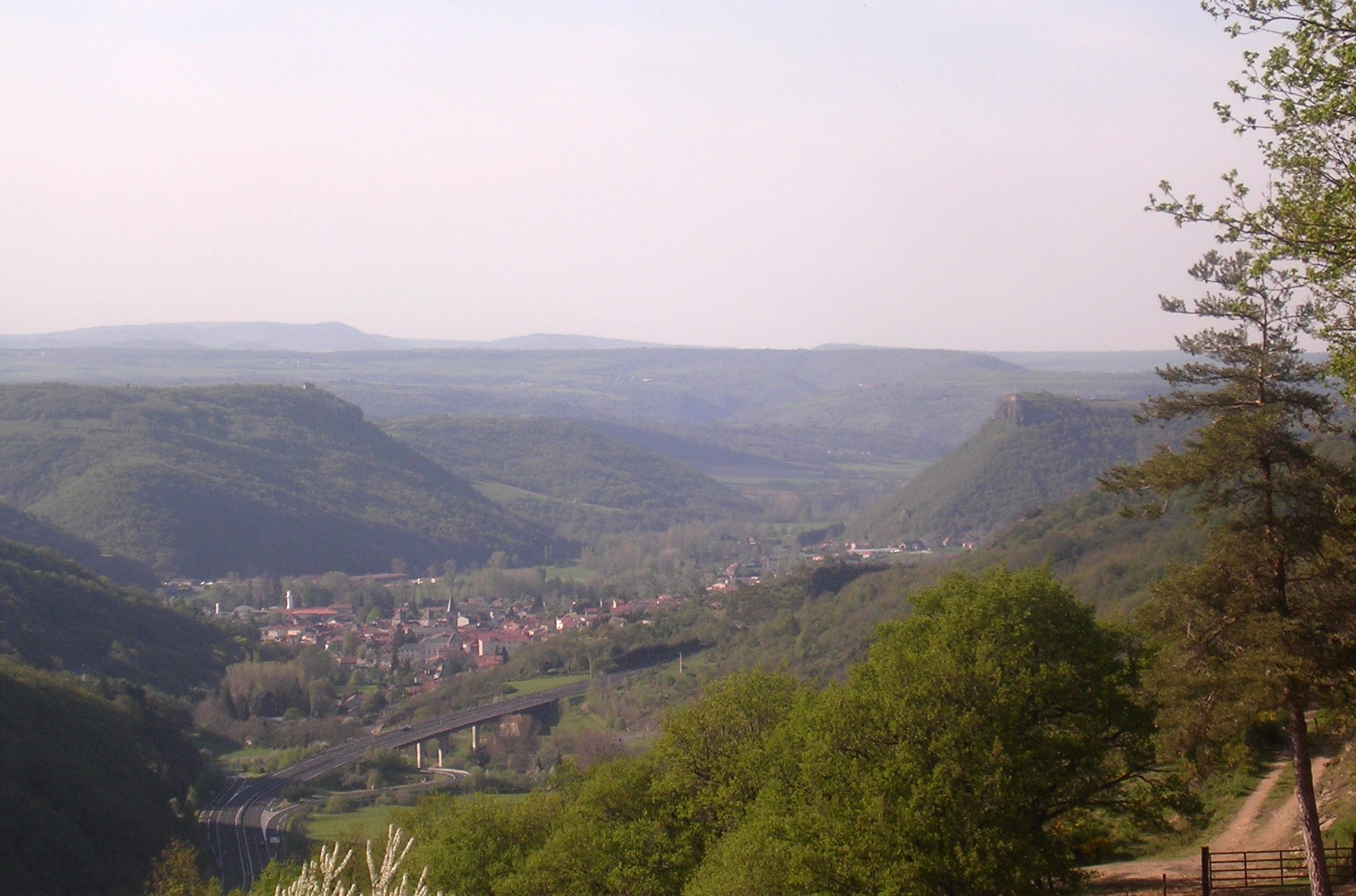
Massiac et la vallée de l'Alagnonnette.

#### Hameaux
Le nom de certains de ces hameaux ont connu des variations au cours du temps,. Plusieurs dénominations peuvent ainsi être utilisées simultanément.
| - Auliadet - Bousselorgue ou Boustelorgue - Le Boutirou - Brousse - Bussac | - Chabannes - Chalet - Chevaley - Le Fayet - Le Lac | - Ouche - Prugnes - Le Puy Francon - Sabatey - La Sagne | - Saint-Étienne - La Valette - Vazerat - Le Verdier - Vialle-Chalet | - La Vialle-Vieille |  |

#### Quartiers du bourg
| - Quartier Nègre - Le Montel - Cours | - La Grande Planche - Le Graveiras - La Ribeyre | - La Prade - La Croix Verte - Le Pré Juny | - Mallet |

### Logement
En 2018, le nombre total de logements dans la commune était de 1 219, alors qu'il était de 1 211 en 2013 et de 1 165 en 2008.
Parmi ces logements, 69,4 % étaient des résidences principales, 13,8 % des résidences secondaires et 16,8 % des logements vacants. Ces logements étaient pour 80,3 % d'entre eux des maisons individuelles et pour 19,5 % des appartements.
Le tableau ci-dessous présente la typologie des logements à Massiac en 2018 en comparaison avec celle du Cantal et de la France entière. Une caractéristique marquante du parc de logements est ainsi une proportion de résidences secondaires et logements occasionnels (13,8 %) inférieure à celle du département (20,4 %) mais supérieure à celle de la France entière (9,7 %). Concernant le statut d'occupation de ces logements, 68,6 % des habitants de la commune sont propriétaires de leur logement (67,8 % en 2013), contre 70,4 % pour le Cantal et 57,5 pour la France entière.
| Typologie                                               | Massiac | Cantal | France entière |
| ------------------------------------------------------- | ------- | ------ | -------------- |
| Résidences principales (en %)                           | 69,4    | 67,7   | 82,1           |
| Résidences secondaires et logements occasionnels (en %) | 13,8    | 20,4   | 9,7            |
| Logements vacants (en %)                                | 16,8    | 11,9   | 8,2            |

### Voies de communication et transports
Massiac est placée entre les sorties 23 et 24 de l’autoroute A75 reliant Clermont-Ferrand à Montpellier. C'est le point de connexion avec la route nationale 122 allant vers Aurillac. La ville est desservie par la gare de Massiac-Blesle sur la ligne Figeac - Arvant, qui la met en liaison directe avec Clermont-Ferrand (environ 1 h 05), Aurillac (environ 1 h 15) et Béziers. En 2016, son trafic s'élevait à plus de 29 000 voyageurs par an.

## Toponymie
Le nom de la ville provient de celui d'une villa gallo-romaine : le domaine de Mathieu. Le nom latin « Mattii Acum » s'est peu à peu transformé pour donner Maciac en auvergnat (prononcé localement « masha ») et « Massiac » en français.

## Histoire

### Époque gallo-romaine
A l'époque romaine, on observe une forte densification de l’occupation des hauts plateaux du Cézallier à l'époque romaine. À cette époque, la région se romanise progressivement. Dès le troisième siècle, on note l'existence d'une villa romaine au lieu dit la Rochette-Félines ainsi que celle de deux autres villas à proximité du hameau d'Ouche et à Grenier-Montgon. Les fouilles du site de La Rochette-Félines ont permis de découvrir les soubassements d'un établissement gallo-romain, de recueillir des céramiques, des objets en verre, en bronze et en fer. Elles ont permis d’attester la pratique de l'arboriculture et la production de céramique. On a également trouvé des restes de consommation d'huitres, pratique très communes dans l'empire romain.
La période romaine montre des exemples d'exploitation des mines d'argentifère. Les recherches menées par Alphonse Vinatié ont pu identifier les différentes étapes de la chaîne de production à la mine des anglais à Massiac : des puits et des galeries, une laverie, une aire chauffante à hypocauste disposée à l’air libre pour griller le minerai argentifère ont été retrouvés; des haldes de plomb argentifère et de barytine ont été également retrouvés,.

#### La christianisation
La tradition raconte que saint Mary a évangélisé la région de Massiac en 260, époque de la fin des persécutions de Valérien. Ce religieux a réellement existé, mai il a plus probablement vécu au VIe siècle ou au VIIe siècle.

#### Antiquité tardive
On n'a pas trouvé de traces historiques datant de l'antiquité tardive à Massiac,,,. 

#### La chapelle Saint Victor
Les invasions des alamans du milieu du IIIème siècle  du temps de Valérien et Gallien (259 puis 268) puis du milieu du IVème siècle du temps de Julien vont transformer les campagnes auvergnates. Plus largement, au delà de la crise militaire du IIIe siècle, la structure même de la société gallo-romaine va être durablement modifiée. Plusieurs facteurs ont pu influer sur cette modification qui entraine un net rétrécissement des villes tout en ayant un maintien des grandes villas. Sidoine fait état du « grand nombre de forteresses construites sur des reliefs dans les régions montagneuses qui encadraient la Limagne ».
Construite à la fin du IVe siècle, ou pendant le Ve siècle, la forteresse est, pour partie, détruite peu de temps après son édification. En témoigne le creusement d'une sépulture du haut Moyen Age au détriment des fondations du mur sud de la nef paléochrétienne. En témoignent également les niveaux mérovingiens établis sur les ruines de l'édifice primitif.

### Moyen Âge

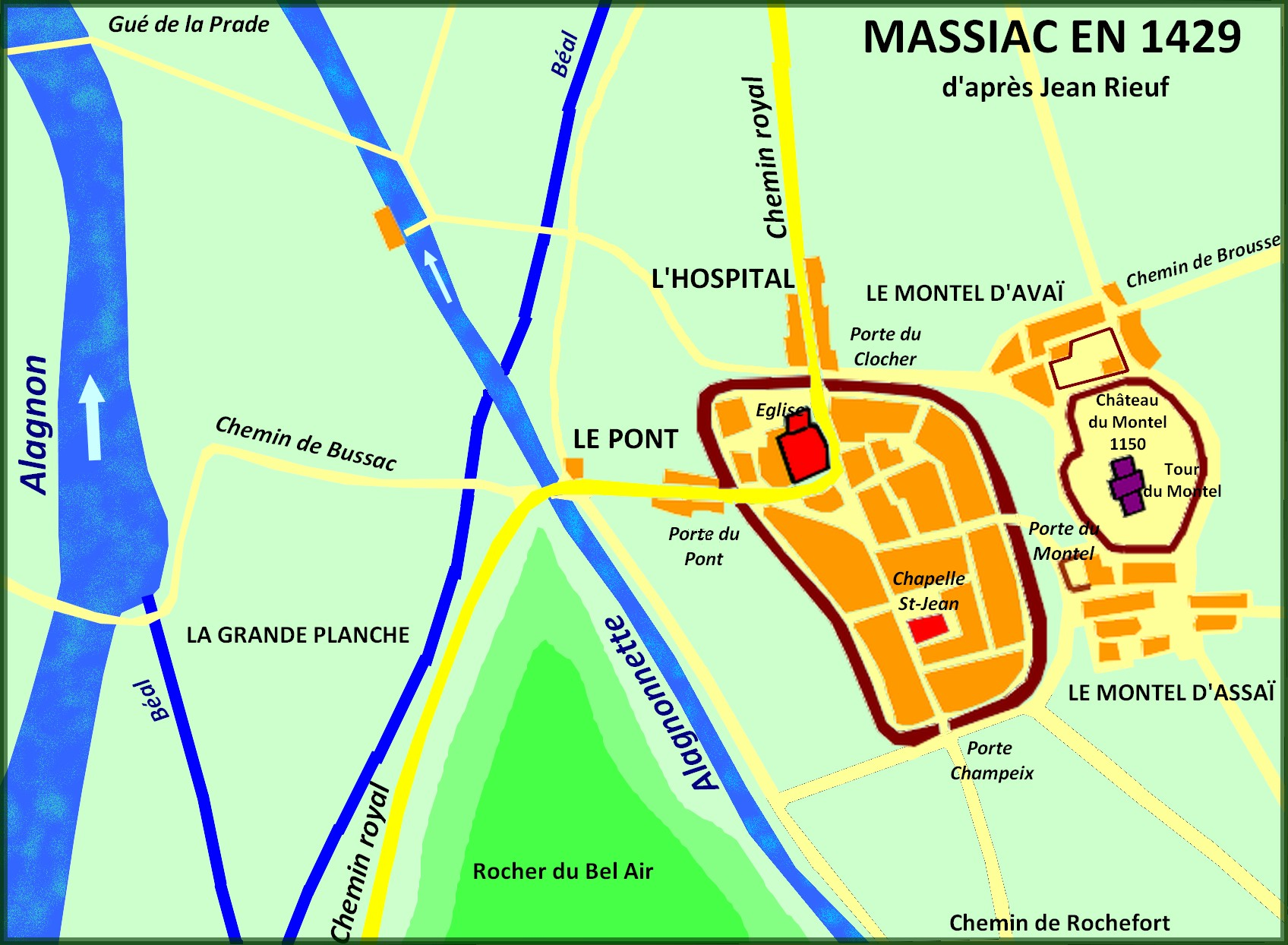
Plan de Massiac en 1429.

Vers 532, du fait des invasions franques, un village se forme autour de la villa. La période suivante reste peu connue. On retrouve des traces historiques en 893. Armand Ier d’Apchon, vicomte d’Auvergne, reçoit la baronnie de Vernières dont Massiac dépendait. C’est également au IXe siècle que l’on établit une viguerie et un monastère dans le village.
En 1169, lors du démembrement du comté d'Auvergne par Louis VII, on note l'existence de trois villages : - le Montel, fief des Montel, vassaux du Prince Apanagiste de la Terre d’Auvergne. - Massiac, fief des Apchon vassaux des Dauphins d’Auvergne. - la Tour d’Ally fief des Rochefort d’Ally, vassaux des Mercœur de Blesle.
En 1361, le seigneur de Massiac, Guillaume VI d’Apchon, arrête l’envahisseur anglais à Maurs.
En 1420, Guillaume III d’Espinchal, seigneur des Ternes, épouse Marie de Rochefort d’Ally et prend le fief en dot.
Le 24 mai 1429, Pierre de Tinière, seigneur de Massiac, accorde aux habitants du bourg de Massiac d’élire leur consul et d’avoir une assemblée commune. C’est la naissance de la commune. À cette époque, la ville se fortifie.
En 1440 au moment de la révolte dite de « la Praguerie », Jean Salazar, baron de Chaudes-Aigues, donne l’assaut et prend Massiac. Quarante habitants seront tués sur les remparts et l'église est brûlée avec les archives de la ville.

### Époque moderne
Le 6 octobre 1584 Margueritte d’Apchon, dernière héritière de la famille, épouse François 1er d’Espinchal. Les Espinchal unissent les deux bourgs et deviennent les vrais seigneurs de Massiac. La famille complète l’unification par l’achat du bourg du Montel le 16 avril 1623.
En 1666 le tribunal des Grands jours d'Auvergne condamne à mort Gaspard d’Espinchal, seigneur de Massiac, pour crimes. Son château est détruit. Il s’enfuit en Bavière, devient commandant des armées du Grand Électeur, et se livre à l’espionnage pour le roi de France. En 1678 Louis XIV lui accorde le pardon et le rétablit dans ses droits.
Une des plus graves épreuves que dut connaître le bourg eut lieu en 1694 : le quart de la population de Massiac (251 personnes) y fut décimé par la peste.

### Révolution française et Empire
Au cours de la révolution le château des Espinchal manqua d’être brulé. Certains bourgeois de la cité s’engagèrent : le lieutenant Chandorat commanda le premier bataillon des volontaires du Cantal. Altaroche devint président du département sous la Convention.
À la création des départements, Massiac, qui fait partie du Brivadois, insista à plusieurs reprises pour être rattaché au département de la Haute-Loire et à l'arrondissement de Brioude. Les démarches n’aboutirent jamais.
Le 14 novembre 1801, la population de Massiac, très légitimiste, signa une pétition réclamant le retour du comte Thomas Joseph d’Espinchal. Proche du prince de Condé, celui-ci s’était exilé au moment de la Révolution française et avait participé en 1792 à la coalition d’Auvergne qui supportait le comte d’Artois. Il vivait auparavant à Paris, où il menait une vie mondaine et fastueuse. Son retour à Massiac en 1803 donna lieu à de grandes festivités. Il fut élu maire en 1812 et le resta jusqu’à sa mort en 1823. Il fut enterré sous le cœur de l’église Saint-André. À ce sujet, Jean Rieuf, dans son ouvrage Massiac et son Canton, notera que de 893 à 1823 Massiac ne connaîtra que deux lignées seigneuriales : les Apchon et les Espinchal.

### Époque contemporaine

#### XIXe siècle

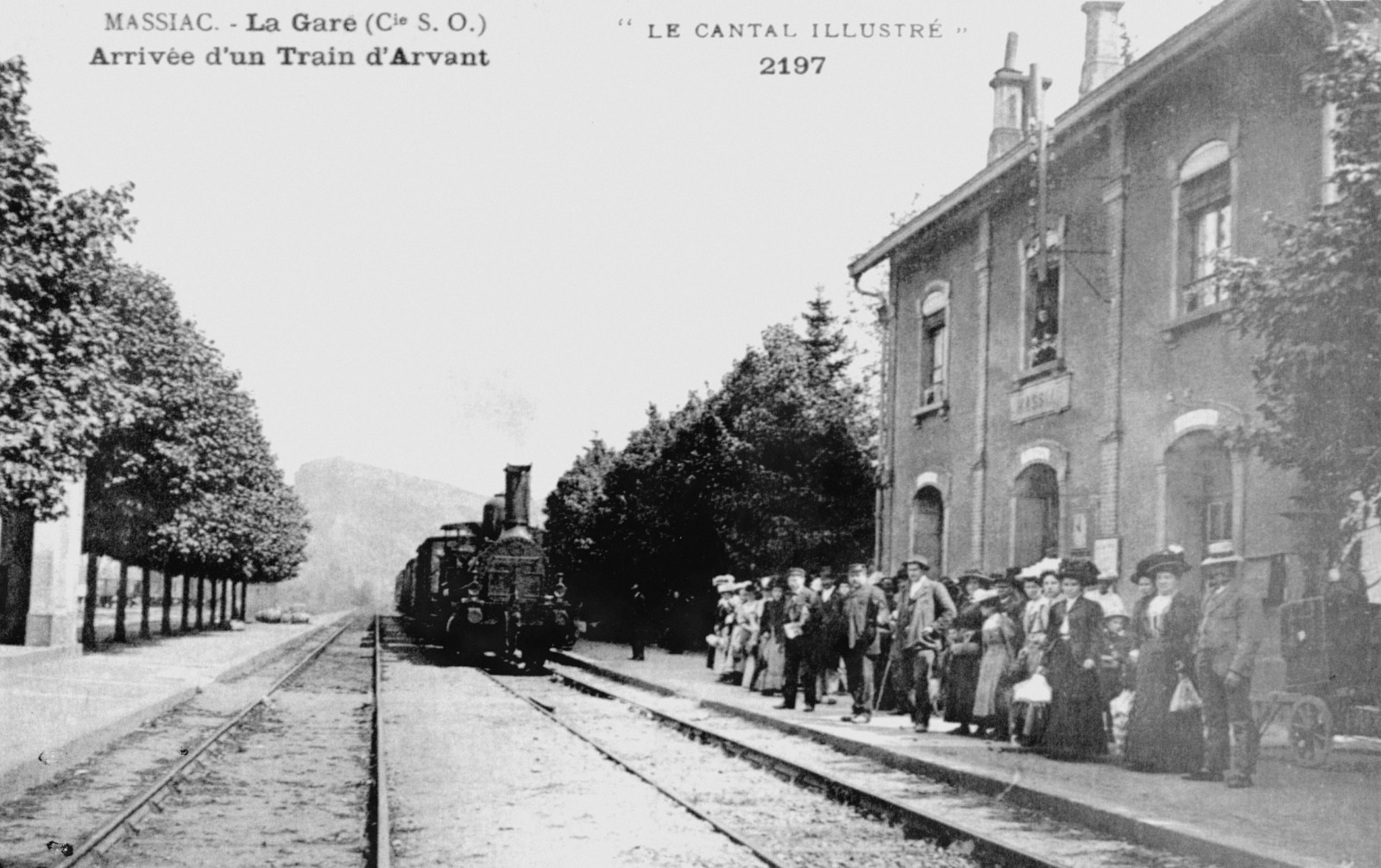
Arrivée du train à Massiac.

En 1837, Massiac absorbe, conjointement avec Bonnac, l'ancienne commune de Saint-Étienne-sur-Massiac et, conjointement avec Molompize, l'ancienne commune de Saint-Victor-aux-Chabannes.
Le 5 novembre 1861, Massiac devient tête de ligne de la voie ferrée provenant de Clermont-Ferrand. La construction de cette ligne va nécessiter la déviation du cours de l'Alagnonnette, la construction d'un pont et la création d'une nouvelle route nationale. Ces travaux vont profondément changer l'aspect de la cité. Déjà ville de foire, la ville connaît alors un fort développement économique.

#### L’épopée de l’antimoine

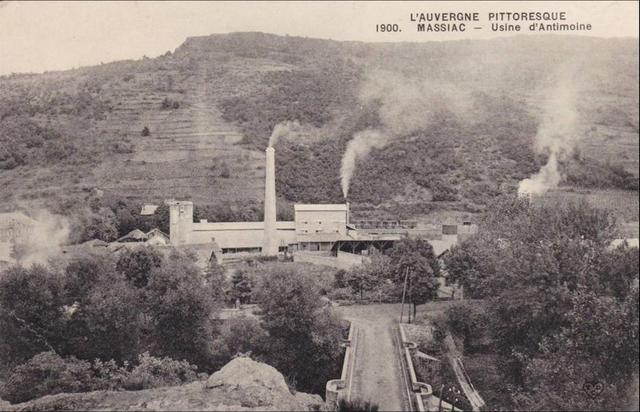
Usine d'antimoine du Babory de Blesle en 1900.

La France fut le premier producteur mondial d’antimoine entre 1890 et 1910, grâce à l’extraction dans la région de Massiac, très ancienne, et dans celle de Laval, en Mayenne. En 1640, la mine de Dahu était déjà exploitée. Entre 1780 et 1810, les géologues régionaux identifièrent les principaux filons et en 1850, l'intérêt pour l'antimoine se développa avec l’essor de l’industrie mécanique. En 1870, la fièvre de l'antimoine commença réellement, et de grands maîtres mineurs comme les Brugeiroux ou les Chassagne développèrent les mines locales. Emmanuel Chatillon créa une fonderie au Babory-de-Blesle et pour l’alimenter il prit la propriété des mines de La Bessade, de Lubilhac, de Conche et d’Onche à Massiac. Il inventa le procédé de traitement de l’antimoine par grillage volatilisant. Au XXe siècle apparurent les grandes compagnies minières comme la société italienne « Miniere Fonderie d’Antimonio ». Celle-ci devint en 1921 la « Société Française des Mines et Fonderies d’Antimoine » et avait son usine à Massiac. Avec la « Société Brioude-Auvergne » installée à Brioude, elles permirent à la France d'être le premier producteur mondial d’antimoine entre 1890 et 1910. L’époque fastueuse dura une soixantaine d’années. La crise des années 1930 mit un coup d’arrêt à l’exploitation, la mine d'Onche ferma en 1932. En 1945, la « Compagnie des Mines de Dèze » y installa une laverie qui concentrait le minerai, cela lui permit de maintenir l’exploitation jusqu’en 1953. Après, la mine reprit de façon épisodique en 1954, 57, 61 et pour finir en 1971 avec Lagardère. En tout, ce gisement aura produit 9 000 tonnes d’antimoine.

#### Seconde Guerre mondiale
Au début de janvier 1941, Albert Crémieux fut embauché comme secrétaire de mairie à Massiac par le maire de l'époque, M. Soubrier. Ce dernier avait été mis en place par les autorités du régime de Pétain. Ce secrétaire créa un vaste réseau de falsification de documents qu'il nomma lui-même l'usine à papiers. Le but était de faciliter l'anonymat des personnes recherchées par les autorités administratives collaborant avec le régime nazi. Au bout de dix-huit mois, il fut dénoncé mais il réussit à s'enfuir de Massiac sain et sauf.

## Politique et administration

### Liste des maires

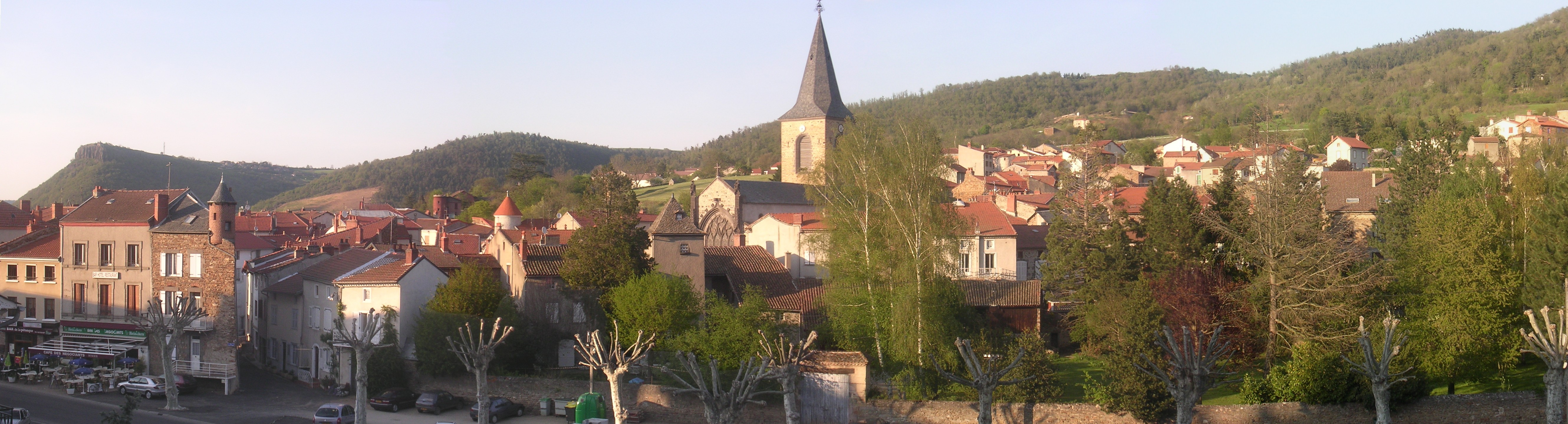
Massiac : le centre ancien.

La liste suivante a été indiquée par la Mairie de Massiac le 25 juillet 2007.
| Période | Période                   | Identité                       | Étiquette    | Qualité |
| ------- | ------------------------- | ------------------------------ | ------------ | --- |
| 1995    | 2007                      | Alain Marleix                  | RPR puis UMP | Journaliste, Conseiller général du canton de Massiac (1988-2015), Député du Cantal (1993-2007, 2010-2017), Secrétaire d'État aux Anciens Combattants (2007-2008), Secrétaire d'État à l'Intérieur et aux Collectivités territoriales (2008-2010) |
| 2007    | 2008                      | Guy Coumoul (Maire remplaçant) |              | Dentiste |
| 2008    | 2020                      | Michel Destannes               | PS           | Retraité de la banque |
| 2020    | En cours (au 27 mai 2020) | Didier Achalme                 | LR           | Cadre commercial retraité, Conseiller départemental du canton de Saint-Flour-1 (2015- ), Président de Hautes Terres Communauté (2020- ) |

### Jumelages
| Massiac Faura |

- Faura (Espagne)

Massiac est jumelée avec la ville espagnole de Faura. Celle-ci se trouve dans la province de Valence. Le jumelage a eu lieu en 1990.

## Équipements et services publics

### Enseignement
La commune fait partie de l'académie de Clermont-Ferrand, elle compte deux écoles maternelles, deux écoles primaires, un collège et un établissement d'enseignement professionnel.
| Enseignement public                                         | Enseignement privé sous contrat                              | Enseignement professionnel    |
| ----------------------------------------------------------- | ------------------------------------------------------------ | ----------------------------- |
| - École maternelle - École primaire - Collège Pierre Galéry | - Institution Saint-André (école maternelle, école primaire) | - CFA bâtiment BTP CFA CANTAL |

### Santé

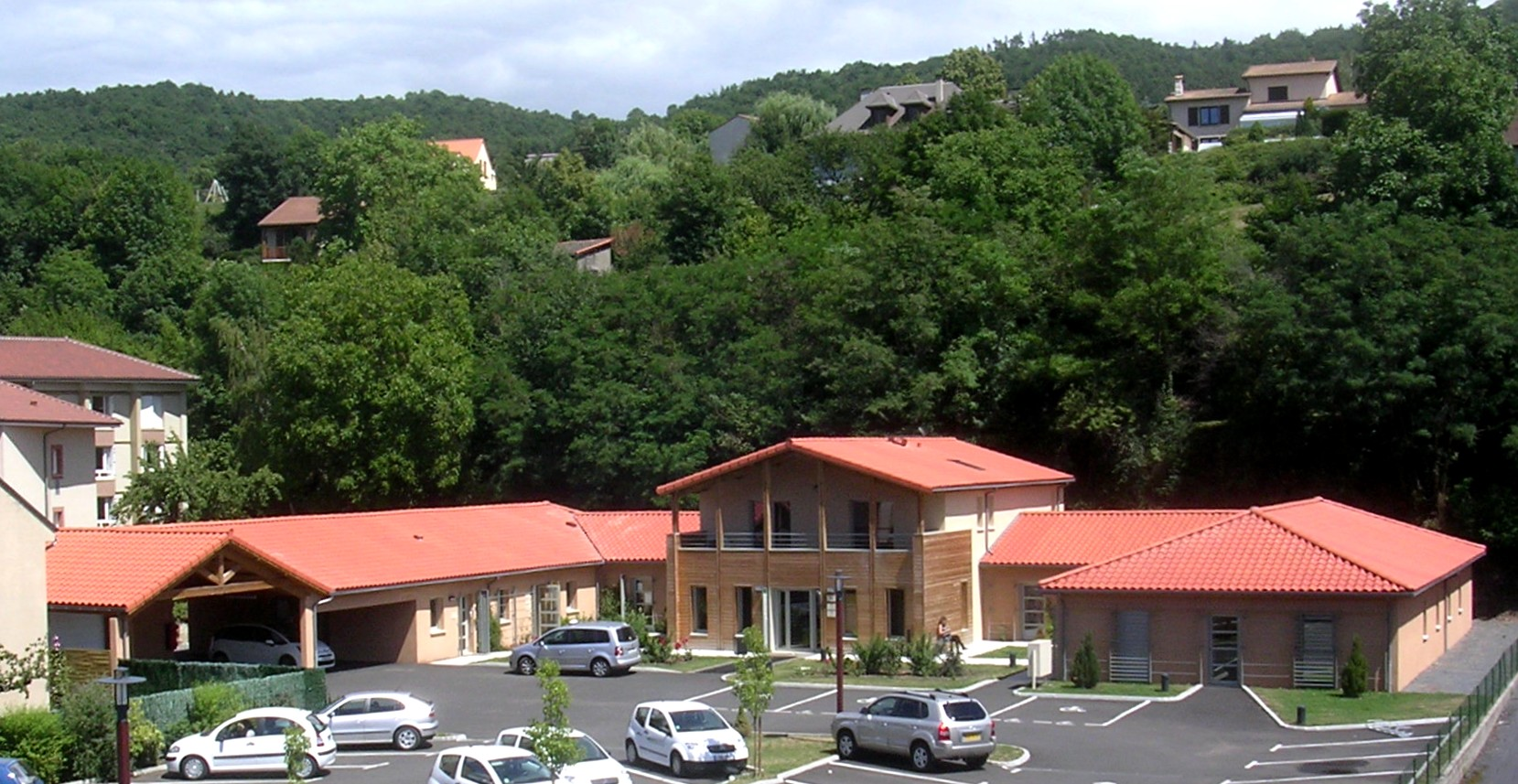
Maison de santé

En 2021 la ville comptait trois médecins généralistes, une médecin spécialiste en pneumologie, quatre masseurs kinésithérapeutes, trois dentistes, une ostéopathe et six infirmiers. Plusieurs d'entre eux sont réunis dans la maison de santé du Pays de Massiac. On compte également deux pharmacies et une société d'ambulances. Il y a également deux Ehpad : l'établissement Avinin Johannel, qui compte 64 places et l'Ehpad Haut Mallet pouvant accueillir 48 personnes souffrant de la maladie d'Alzheimer.

## Population et société

### Démographie

#### Évolution démographique
L'évolution du nombre d'habitants est connue à travers les recensements de la population effectués dans la commune depuis 1793. Pour les communes de moins de 10 000 habitants, une enquête de recensement portant sur toute la population est réalisée tous les cinq ans, les populations de référence des années intermédiaires étant quant à elles estimées par interpolation ou extrapolation. Pour la commune, le premier recensement exhaustif entrant dans le cadre du nouveau dispositif a été réalisé en 2004.

En 2022, la commune comptait 1 801 habitants, en évolution de +4,83 % par rapport à 2016 (Cantal : −1,08 %, France hors Mayotte : +2,11 %).
| 1793  | 1800  | 1806  | 1821  | 1831  | 1836  | 1841  | 1846  | 1851  |
| ----- | ----- | ----- | ----- | ----- | ----- | ----- | ----- | ----- |
| 1 580 | 1 425 | 1 569 | 1 821 | 1 905 | 1 868 | 2 200 | 2 208 | 2 206 |

| 1856  | 1861  | 1866  | 1872  | 1876  | 1881  | 1886  | 1891  | 1896  |
| ----- | ----- | ----- | ----- | ----- | ----- | ----- | ----- | ----- |
| 2 069 | 2 040 | 2 256 | 2 000 | 1 922 | 2 048 | 2 009 | 2 069 | 2 037 |

| 1901  | 1906  | 1911  | 1921  | 1926  | 1931  | 1936  | 1946  | 1954  |
| ----- | ----- | ----- | ----- | ----- | ----- | ----- | ----- | ----- |
| 1 974 | 2 201 | 2 006 | 1 759 | 1 709 | 1 747 | 1 828 | 1 804 | 1 788 |

| 1962  | 1968  | 1975  | 1982  | 1990  | 1999  | 2004  | 2006  | 2009  |
| ----- | ----- | ----- | ----- | ----- | ----- | ----- | ----- | ----- |
| 1 771 | 1 756 | 1 884 | 1 838 | 1 881 | 1 857 | 1 838 | 1 822 | 1 841 |

| 2014  | 2019  | 2022  | - | - | - | - | - | - |
| ----- | ----- | ----- | - | - | - | - | - | - |
| 1 735 | 1 797 | 1 801 | - | - | - | - | - | - |

#### Pyramide des âges
La population de la commune est relativement âgée. En 2021, le taux de personnes d'un âge inférieur à 30 ans s'élève à 25 %, soit un taux inférieur à la moyenne départementale (26,5 %). À l'inverse, le taux de personnes d'un âge supérieur à 60 ans (39,1 %) est supérieur au taux départemental (36,6 %).
En 2021, la commune comptait 838 hommes pour 966 femmes, soit un taux de 53,55 % de femmes, supérieur au taux départemental (51,1 %).
Les pyramides des âges de la commune et du département s'établissent comme suit :
| Hommes | Classe d’âge | Femmes |
| ------ | ------------ | ------ |
| 1,9    | 90 ou +      | 5,4    |
| 11,1   | 75-89 ans    | 18,4   |
| 21,2   | 60-74 ans    | 19,5   |
| 21,2   | 45-59 ans    | 20,7   |
| 16,1   | 30-44 ans    | 14     |
| 13,4   | 15-29 ans    | 9,7    |
| 15,2   | 0-14 ans     | 12,3   |

| Hommes | Classe d’âge | Femmes |
| ------ | ------------ | ------ |
| 1,2    | 90 ou +      | 3,1    |
| 10,1   | 75-89 ans    | 13,5   |
| 22,9   | 60-74 ans    | 22,6   |
| 21,8   | 45-59 ans    | 20,5   |
| 16,1   | 30-44 ans    | 15,2   |
| 13,8   | 15-29 ans    | 11,9   |
| 14,2   | 0-14 ans     | 13,3   |

### Manifestations culturelles et festivités
- Marché : chaque mardi.
- Foire à la cerise, fête foraine : deuxième dimanche de juin.
- Fête patronale : Saint Jean, le 24 juin
- Foire de la Pomme et Fête des Palhas: fin octobre. Rencontres occitanes, spectacles musicaux et de théâtre.

### Sports et loisirs
En 2017 la ville de Massiac ne comptait pas moins de 17 associations sportives parmi lesquelles le club de foot Massiac-Molompize-Blesle et le club de rugby. De nombreux sports sont représentés comme le tennis, le cyclisme, le tir sportif, les sports mécaniques (moto), la randonnée pédestre, la gymnastique volontaire, la natation, le handball, les arts martiaux ou le tir à l'arc.

## Économie

### Revenus de la population et fiscalité
En 2015, la médiane du revenu disponible par unité de consommation s'élevait à 19 039 €. En 2015, la commune comptait 217 établissements et 857 emplois (82,5 % étaient des emplois salariés). À la même époque 76,9 % des 15 à 64 ans étaient en activité et le taux de chômage s'élevait à 8,8 %.

### Emploi
Répartition de l'activité économique de la commune
- Agriculture. (8,3 %)
- Industrie. (8,8 %)
- Construction. (9,7 %)
- Commerce, transports et services. (53,5 %)
- Administration, enseignement, santé et action sociale. (19,8 %)

### Agriculture
- Production fruitière (pommes), maraîchage.
- Élevage ovin et bovin, production fromagère, coopérative agricole.
- Exploitation forestière.
- Héliciculture.
- Une expérience de réintroduction de la vigne est en cours, la production du  vin des Palhas  est déjà une réussite.

### Industrie et artisanat
- Production et distribution de gaz médicaux et industriels : Sociétés SAGA et SAGA Médical passées sous le contrôle d'Air Products en 2010.
- Constructions métalliques
- Tissage de la laine.

## Culture locale et patrimoine

### Lieux et monuments
- Église Saint-André

L'église date du XIIe et fut reconstruite aux XIVe et XVe siècles. Le portail a été créé par l'architecte Aigueparse (1870). On y voit la statue de Notre-Dame-de-Chalet, provenant de la chapelle Sainte-Madeleine. C'est une Vierge en majesté qui date du XIIIe. Une Vierge ouvrante du XVe siècle et une Nativité de Guy François complètent l'ornementation.
- Vestiges de remparts et de château féodal.
- Mairie : restes du second château des Espinchal XVIIIe.

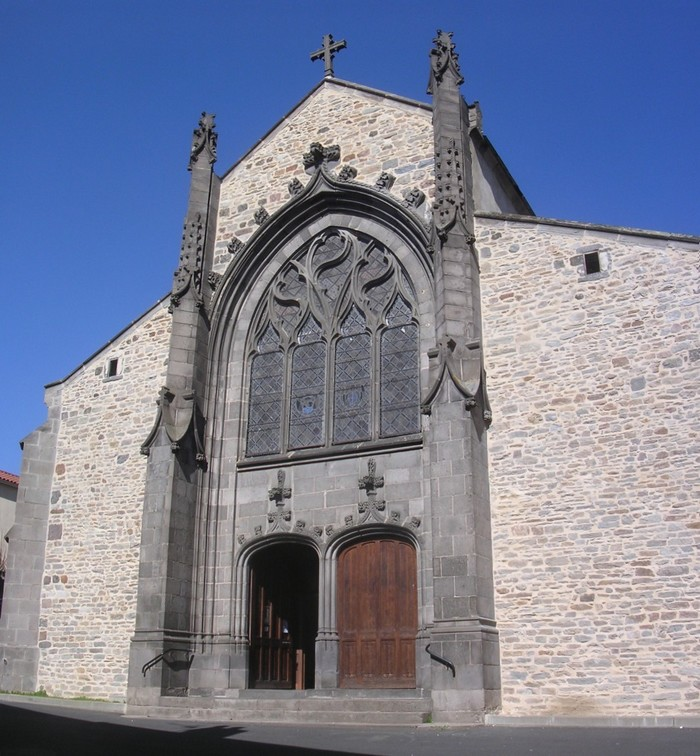
Église Saint-André
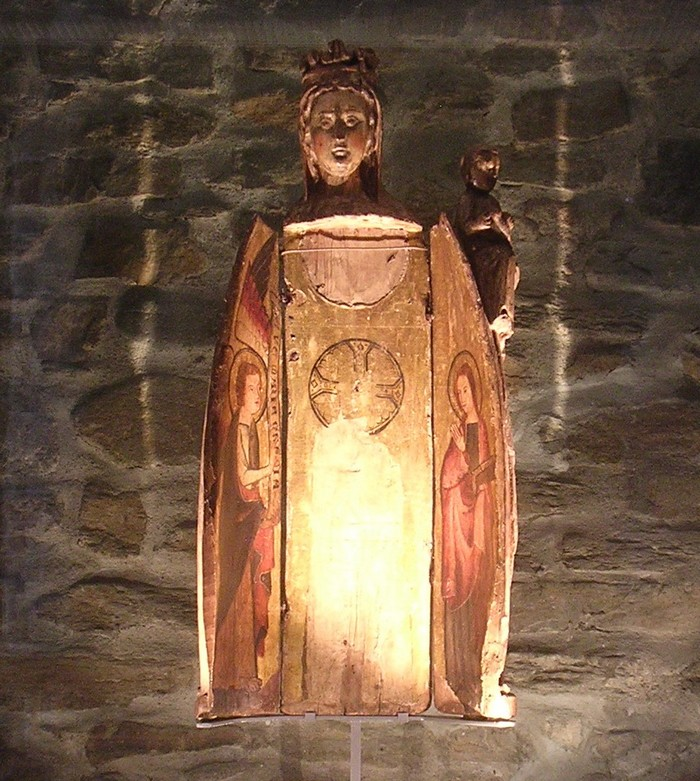
Vierge ouvrante XVe siècle
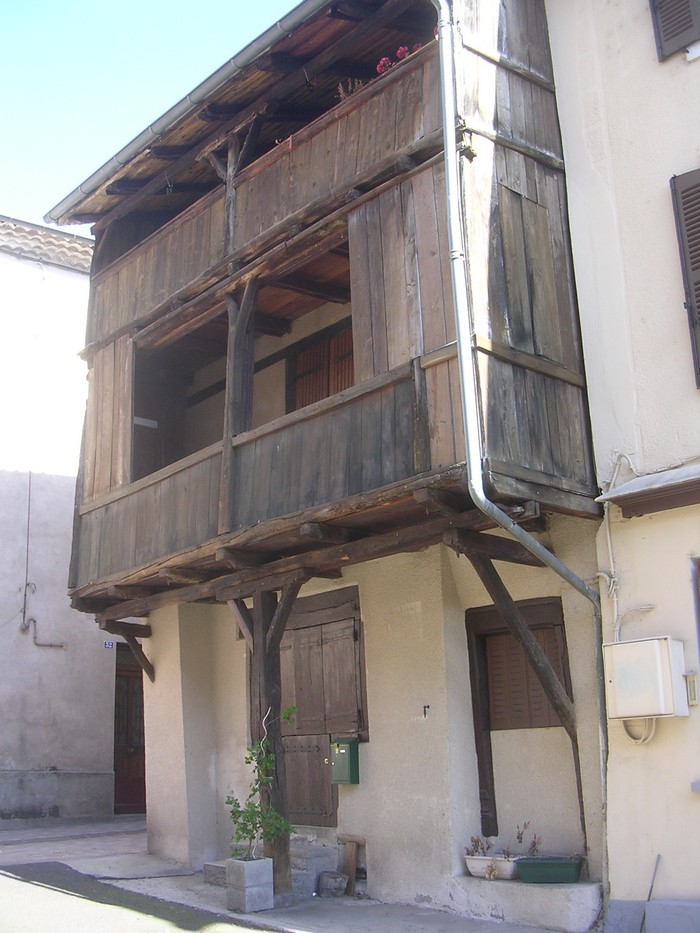
Vieille maison (1760)
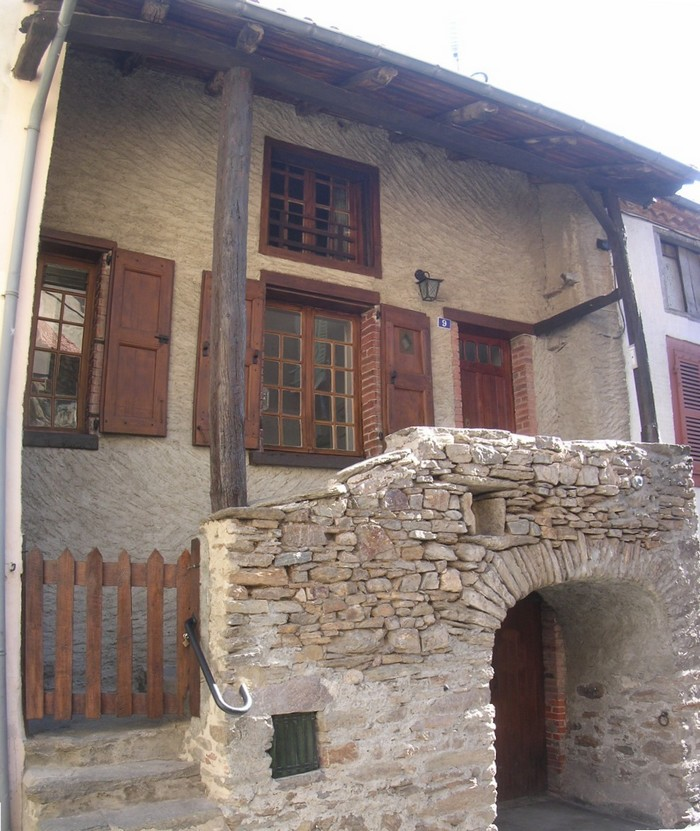
Maison vigneronne
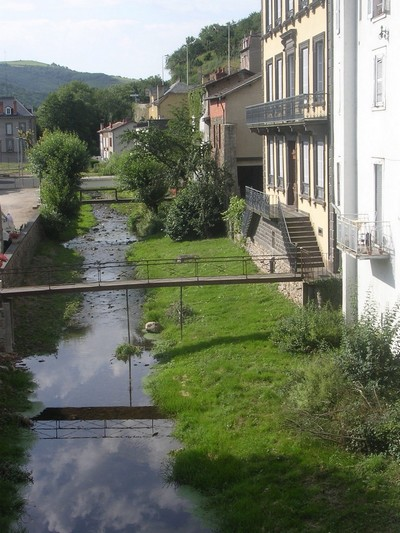
L'Alagnonnette
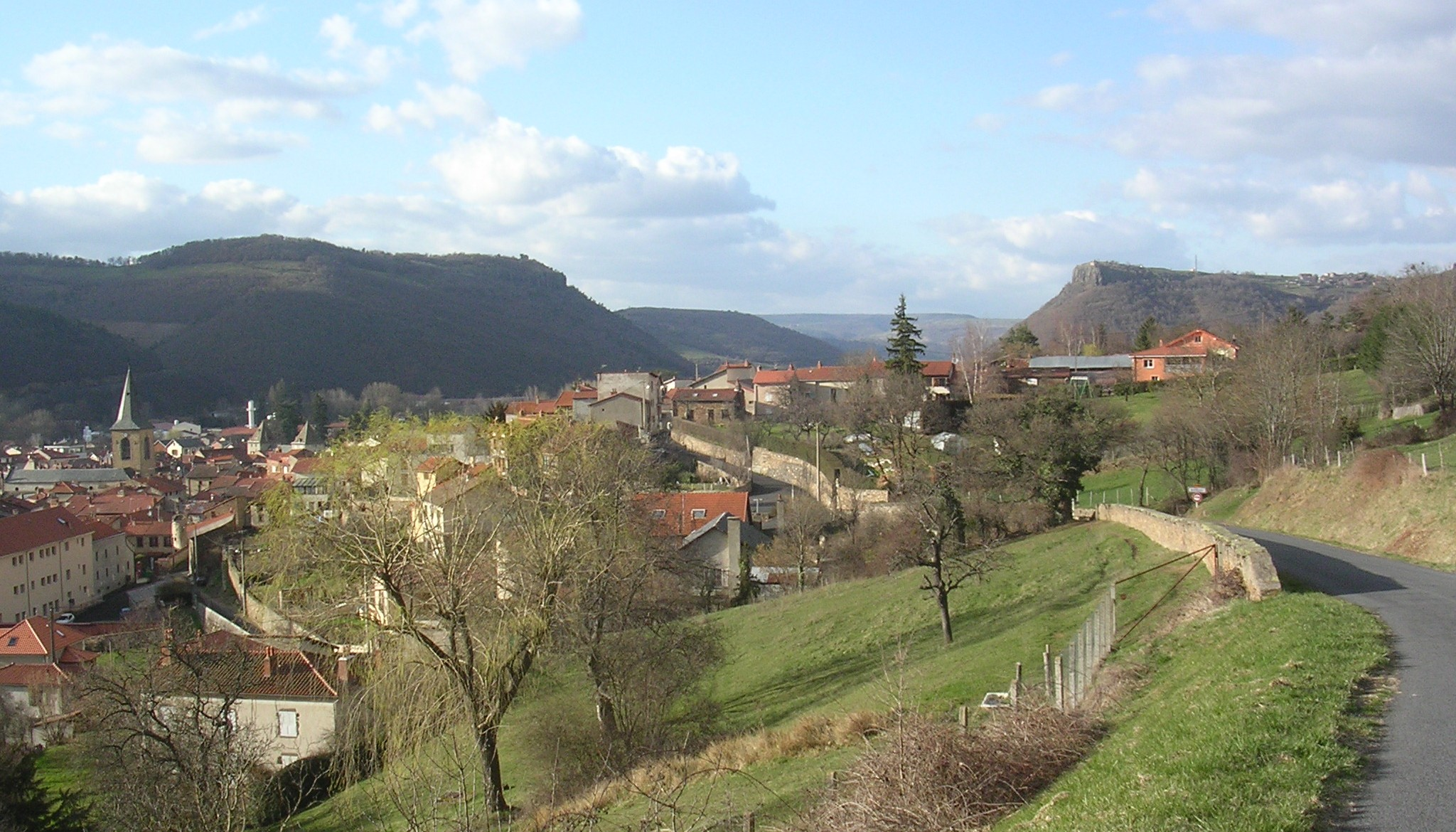
Vue sur le village
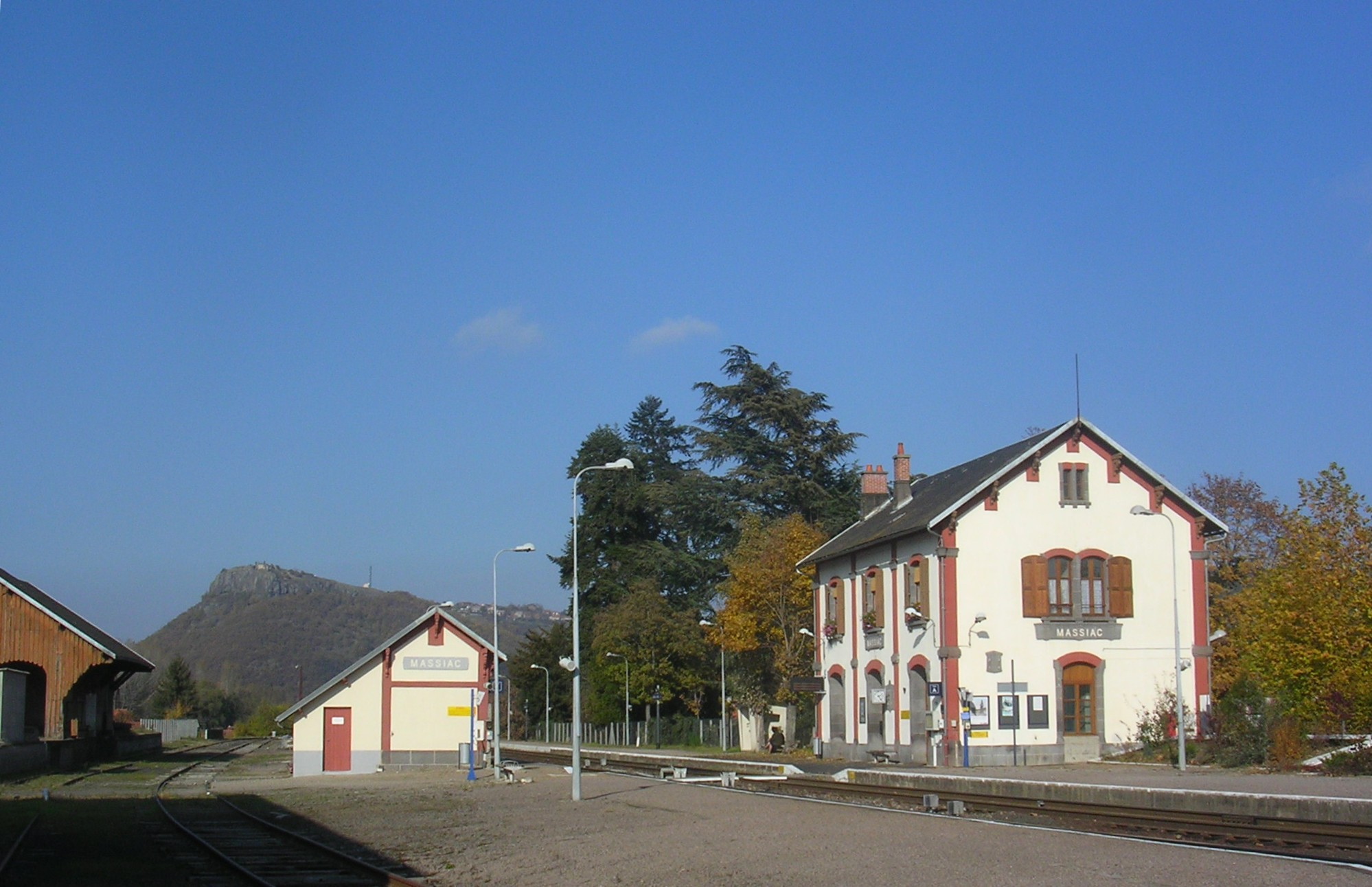
Gare de Massiac-Blesle
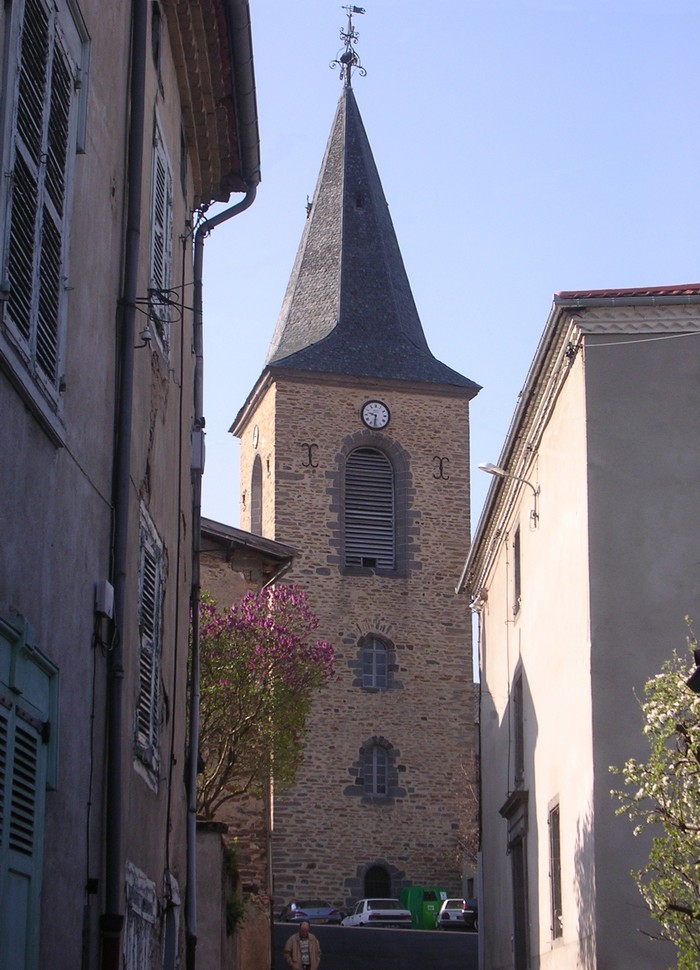
La tour d'Ally transformée en clocher
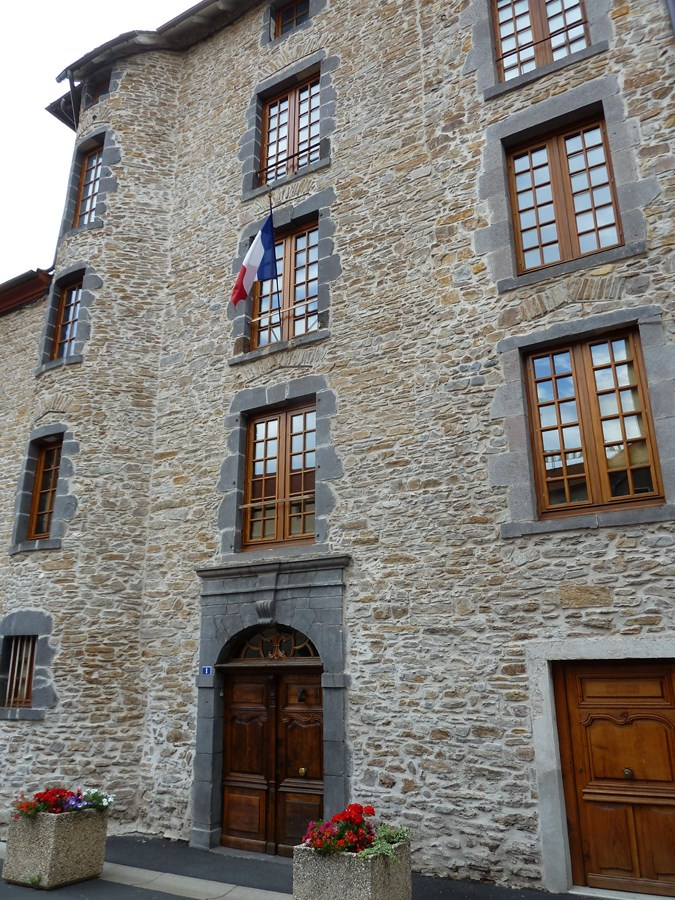
Mairie
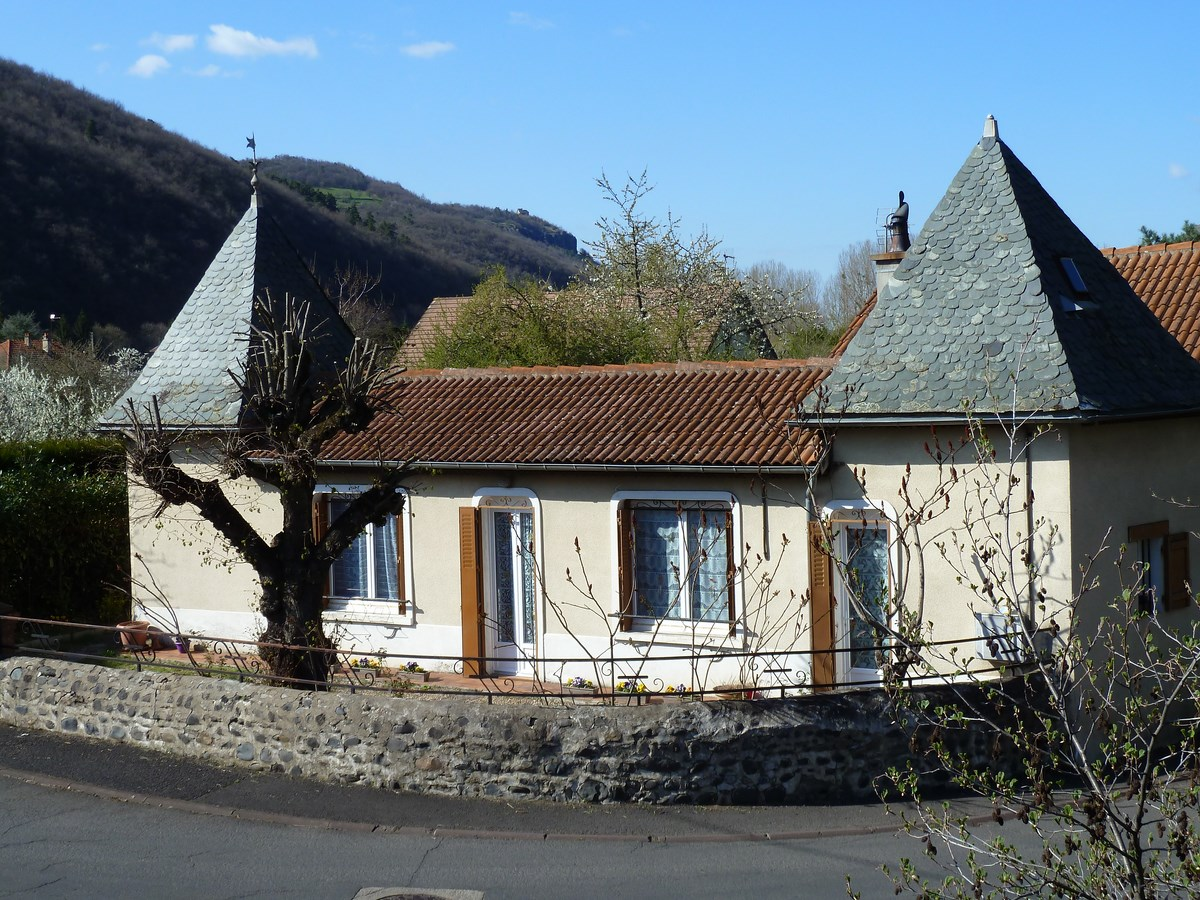
Les anciens bains-douches

#### Chapelle castrale Sainte-Madeleine
La chapelle Sainte-Madeleine date du XIIe siècle, elle a été érigée au sein d’un château fort construit par les seigneurs de Mercœur. De ce château, il ne reste aujourd’hui que la motte castrale. Elle a été agrandie au XVe siècle.
De style roman, elle a été bâtie en pierres de basalte et de tufs volcaniques rouges, elle est surmontée d’un clocheton. Son toit est en lauzes et un porche à auvent appelé « caqueteuse » est doté de deux bancs latéraux. Elle a été classée monument historique en 1982.

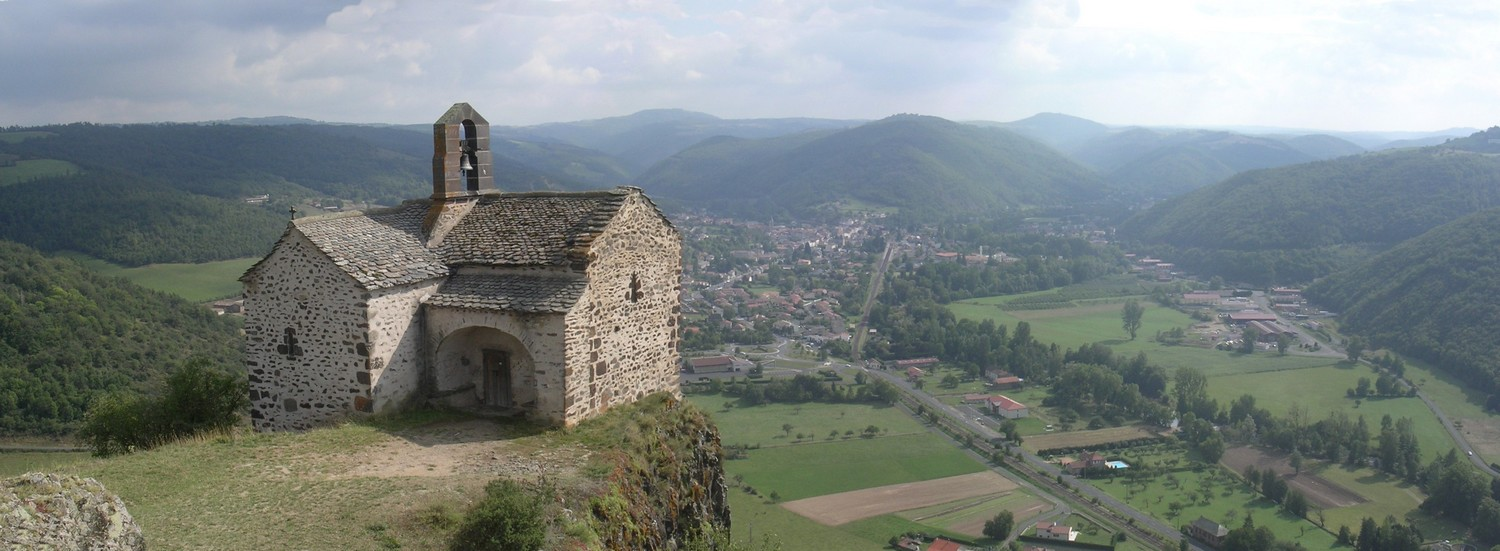
Chapelle Sainte-Madeleine XIIe siècle

#### Site médiéval du plateau de Chalet
On y voit les restes d'un château XIVe et des traces d'enceinte.

#### Site néolithique et protohistorique de Saint-Victor

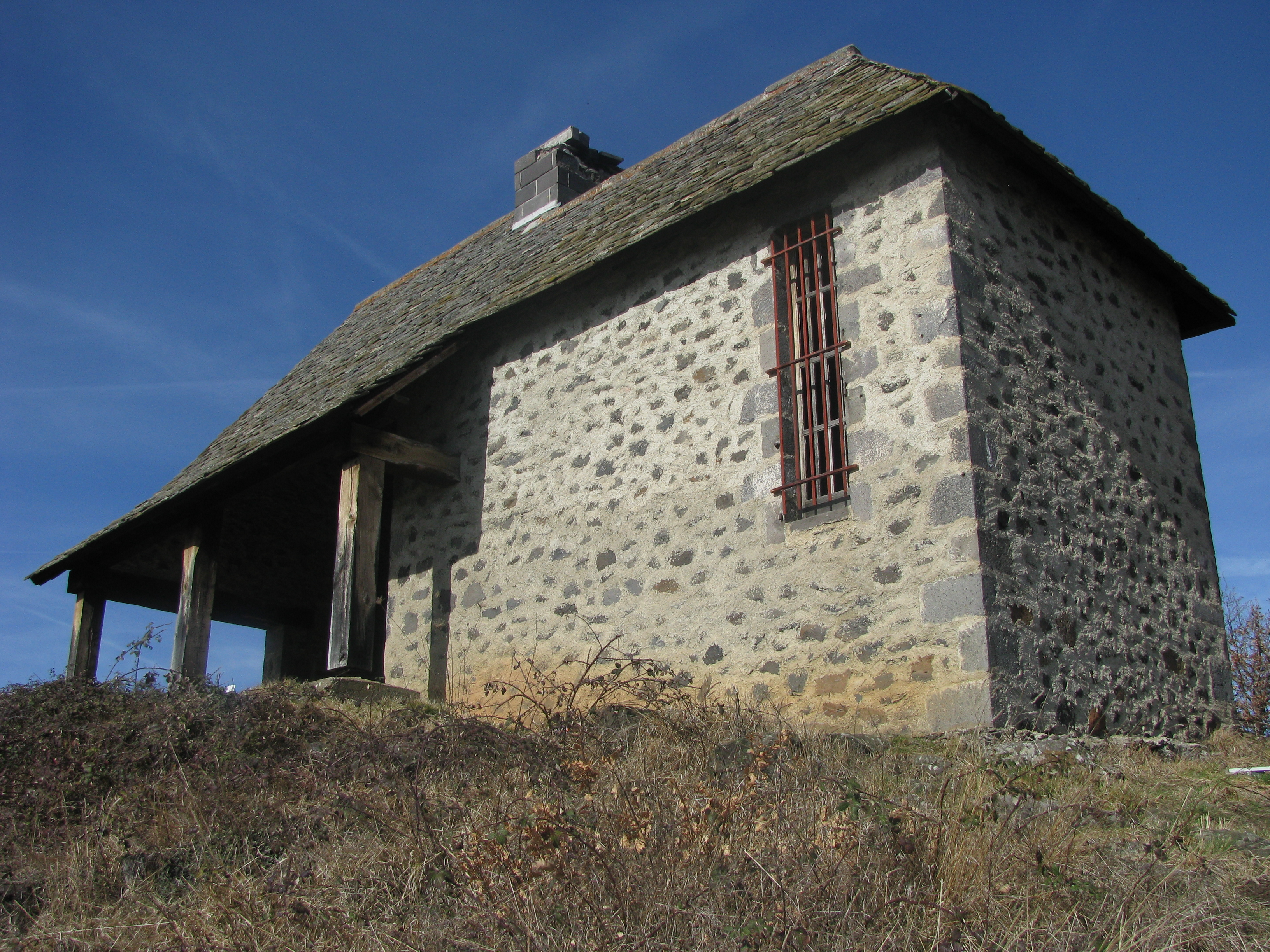
Refuge du rocher St-Victor

La première occupation du site date du néolithique où des communautés agropastorales s’étaient installées.
À l’époque protohistorique l’aplomb supérieur de la falaise de l’éperon basaltique servait de refuge pour les hommes et le bétail ainsi que de transhumance (moutons et chèvres) pour les pasteurs.
Au début du haut Moyen Âge le plateau est déserté au profit de la vallée. Le long de la voie romaine se forment de grandes fermes, les villaes.
À la fin du IVe siècle une nouvelle occupation du plateau apparaît. Elle permet de faire face aux grandes invasions barbares et à l’insécurité. Un large fossé est creusé et la terre est rejetée pour former une sorte de rempart. Derrière cette butte protectrice, s’abrite une basilique du Bas-Empire avec nef et deux annexes latérales. La christianisation amène dans la région l’évangélisateur Mary et son disciple Saint Victor, lequel se serait installé sur ce plateau et serait à l’origine du nom.
Une église funéraire mérovingienne du VIIe siècle succède ensuite au premier bâtiment. Elle comporte des fondations de pierre et des structures élevées en bois. Dépendante du domaine agricole seigneurial d’Onche situé dans la vallée, elle est abandonnée à la fin du Xe siècle.
Un prieuré dépendant de l’abbaye de Blesle s’établit ensuite et se maintiendra durant les XIe siècle et XIIe siècle. À la fin du XIIIe siècle des maisons sont construites à côté d’un rempart près de l’église. Le village s’agrandit ensuite et abrite une trentaine de personnes. Il comprend cinq à six foyers dont un presbytère. Des petites fermes, deux bâtiments à usage communautaire, l’église et le four banal s'alignaient autour d’une unique rue centrale. Il sera délaissé à la fin du XVIe siècle. Seuls l’église et le cimetière continueront d’être fréquentés.
Au borde de l’éperon rocheux, on découvre un abri construit en 1972 figurant une chapelle. À la pointe de l'éperon rocheux on peut admirer la vue dégagée sur la vallée de l’Alagnon au Sud, le Cézallier à l’Ouest et le Livradois à l’Est.

#### Hameau perché et église de Bussac
Une chapelle (chœur de l'actuelle église) fut construite vers le milieu du XVIIe siècle dans le hameau. En 1852, elle fut agrandie et accéda au rang d'église paroissiale. Le décor intérieur ne fut terminé que six ans plus tard. Les vitraux du chœur sont signés J.F. Faure (1861). Après son rattachement à Massiac, l'église perdit son statut d'église paroissiale mais elle continua à servir parfois. L'église est voûtée d'ogives et l'essentiel de son intérêt réside dans son décor peint, entièrement conçu et réalisé dans l'esprit néo-gothique. Le mobilier, entièrement en place, date également du XIXe siècle. l'église Saint-Victor de Bussac et son décor intérieur sont inscrits à l'IMH.

#### Pont de l'Alagnonnette
Pont à poutre portant l'autoroute A75 - E11 situé intégralement sur la commune.

### Attraits et équipements touristiques

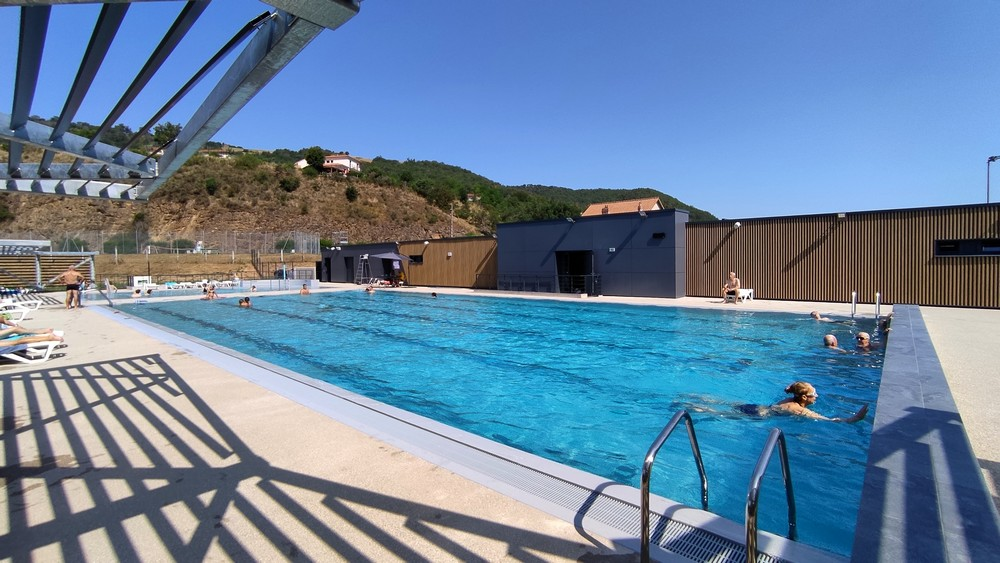
La nouvelle piscine de Massiac en 2024

- Office du tourisme Hautes Terres Communauté[33]
- Rives de l'Alagnon. Pêche.
- Ferme équestre.
- Sentiers de randonnée balisés.
- Station verte. Ville labellisée Village étape A75.
- Trois courts de tennis, un camping, deux hôtels, chambres d'hôtes, gîtes ruraux, etc. La première piscine de Massiac a été construite en 1968 et a été fermée en 2021 pour cause de vétusté. Une nouvelle piscine a été construite et a ouvert en aout 2024.
- Sur le chemin de Saint-Jacques-de-Compostelle la « Via Arvernha » de Clermont-Ferrand à Cahors 506 km.

### Patrimoine culturel
- Musée Élise-Rieuf[34] : école de femmes peintres au XXe siècle, plus de 200 toiles.
- Collections d'orfèvrerie à la mairie.

#### Gastronomie

##### Le macaron de Massiac
Ce macaron a été créé en 1932 par le pâtissier Joseph Varenne. Le savoir faire a ensuite été perpétué par Bernard Delos, un de ses anciens apprentis, puis par de nouveaux successeurs. Il s'agit d'un macaron à la noisette très tendre dont la composition complète reste secrète, sa texture est fondante et il est préférable de le consommer dans les cinq jours qui suivent sa fabrication. D'autres pâtissiers du village proposent une interprétation de cette pâtisserie.

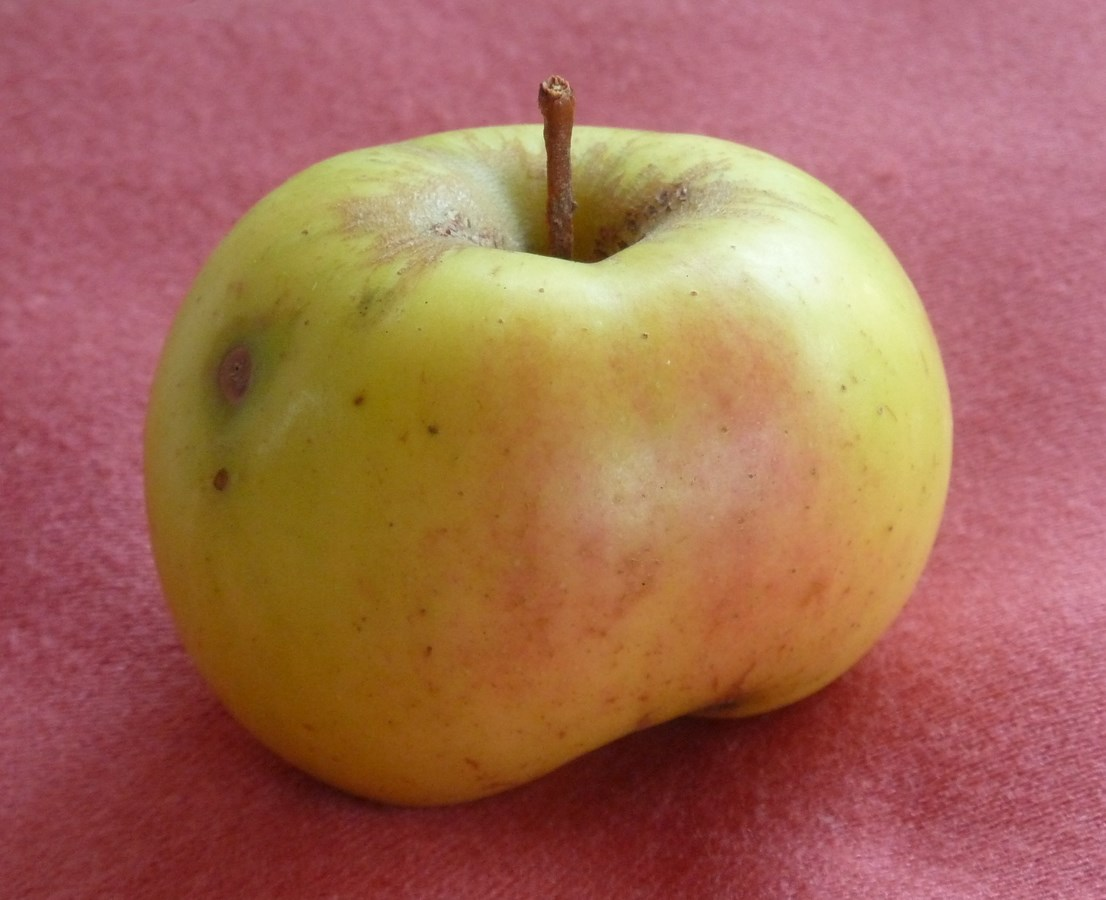
La "Chanzy", variété de pomme spécifique au pays de Massiac.
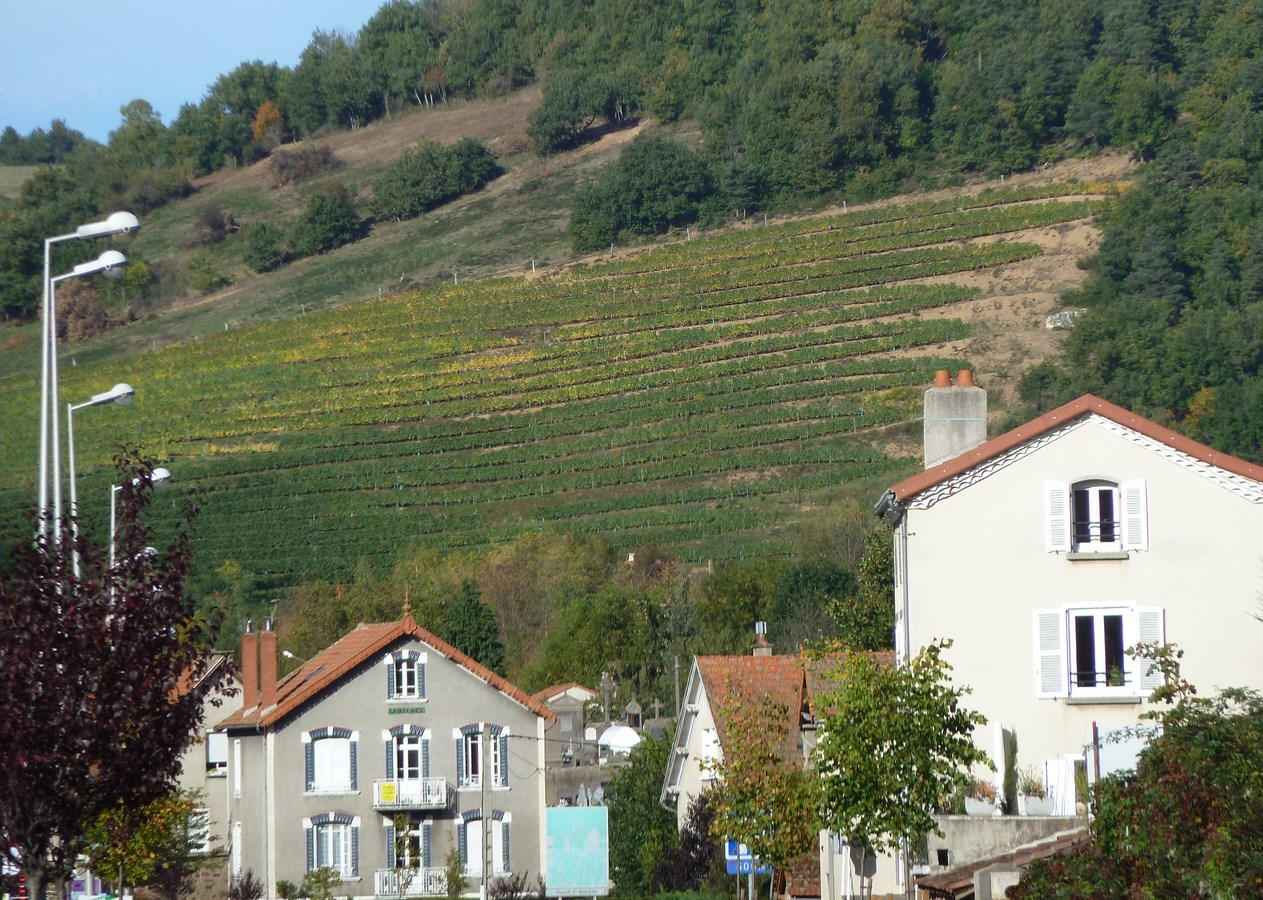
Réintroduction de la vigne sur les coteaux de Massiac.
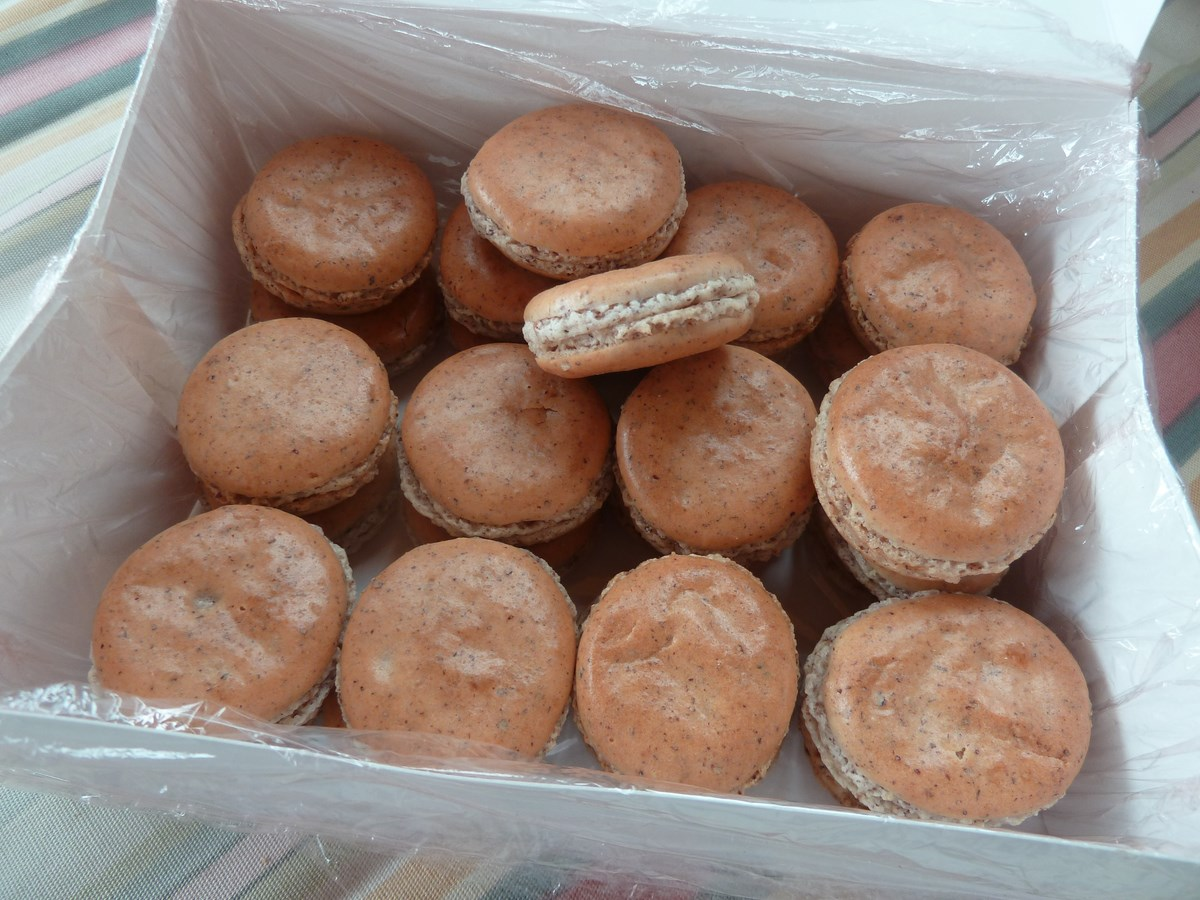
Macaron de Massiac.

### Personnalités liées à la commune

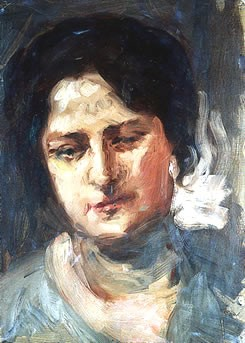
Élise Rieuf - Autoportrait au camélia (1935)
Musée E.Rieuf - Massiac

- Eugène Bizeau (1883-1989), poète moderne d'inspiration anarchiste, a vécu dans la cité.
- Élise Rieuf (1897-1990), peintre française née et décédée à Massiac au terme de nombreuses pérégrinations. Ses œuvres sont exposées au musée municipal.
- Antoine Avinin (1902-1962), résistant et député.
- Paul Malassagne (1918-2007), chirurgien dentiste né à Anglards de Salers, figure de la résistance cantalienne durant la Seconde Guerre mondiale sous le pseudo "Guy", conseiller général du canton de Massiac de 1952 à 1988, maire de la ville de 1971 à 1983, sénateur du Cantal de 1971 à 1989, à l'origine du Syndicat des Eaux de la Grangeoune.

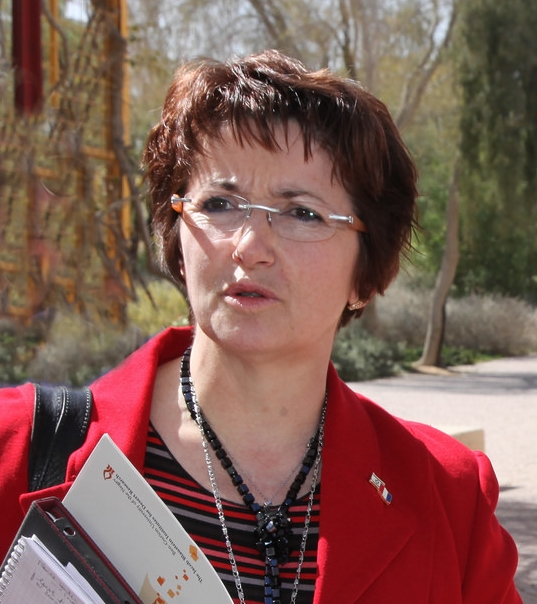
Christiane Lambert (2012)

- Alphonse Vinatié (1924-2005), instituteur et archéologue. Précurseur de la méthode Freinet, il enseigne à Chausse de Saint-Poncy, à Auriac-l'Église et à Massiac. Tout au long de sa vie, il organisera de nombreux chantiers de fouilles archéologiques dans le Nord-Cantal. Il est l’auteur de plusieurs ouvrages sur le sujet et de nombreuses notes scientifiques. Ses découvertes enrichissent aujourd’hui les musées d’Aurillac et de Saint-Flour.
- Alain Marleix (1946), maire de la ville de juin 1995 jusqu'en 2008, secrétaire d'État à la Défense chargé des Anciens combattants dans le 1er gouvernement de François Fillon puis secrétaire d'État aux Collectivités dans le 2e gouvernement de François Fillon.
- Philippe Pouzet (1954), ancien curé de Massiac, condamné en 2024, à dix-huit ans de prison, pour les agressions sexuelles et le viol de quatre enfants de Massiac entre 2011 et 2017[36].
- Christiane Lambert (1961), massiacoise d'origine a été présidente[37] de la FNSEA (Fédération nationale des syndicats d’exploitants agricoles) du 13 avril 2017 jusqu'en 2023 et est aujourd'hui à la tête du Comité des organisations professionnelles agricoles, la première organisation syndicale d'agriculteurs en Europe.

### Héraldique
- Les armes traditionnelles des Espinchal, anciens seigneurs de Massiac, sont utilisées pour représenter la ville de Massiac. La commune les reprend sur son site web : D’azur au griffon d’or accompagnés de trois épis effeuillés du même, posés en pal.
- En 1429, les habitants de Massiac obtinrent leur charte communale. Ils choisirent alors un blason pour la ville : D'or, au dextrochère d'argent, tenant une massue de sable, posée en barre. En 1693, lors du retour de Massiac dans le domaine de la famille royale, on y ajouta « au canton dextre, d'azur à la fleur de lys d'or ». Le sceau communal était accompagné de la devise : Regis hostes morte micto, ce qui signifie « Je frappe à mort les ennemis du Roi ».